# Bardziłówka
Bardziłówka (biał. Бардзілаўка, ros. Бордиловка) – wieś na Białorusi, w obwodzie mińskim, w rejonie mińskim, w sielsowiecie Michanowicze.
Dawniej dwie wsie będące własnością biskupów wileńskich. W czasach Rzeczypospolitej ziemie te leżały w województwie mińskim. Odpadły od Polski w wyniku II rozbioru. W granicach Rosji wieś należała do ujezdu ihumeńskiego w guberni mińskiej. Ponownie pod polską administracją w latach 1919 - 1920 w okręgu mińskim Zarządu Cywilnego Ziem Wschodnich.